# Alepidea macowanii
Alepidea macowanii är en flockblommig växtart som beskrevs av Dummer. Alepidea macowanii ingår i släktet Alepidea och familjen flockblommiga växter. Inga underarter finns listade i Catalogue of Life.